# ارتخاء الجلد
ارتخاء الجلد هي حالة طبية. تعرف بأنها زيادة في الجلد في الجفن العلوي أو السفلي. الحالة هذه قد تكون مكتسبة أو وراثية. تعالج بجراحة الجفن.